# ملعب جيوزبي جريزار
ملعب جيوزبي جريزار (بالإنجليزية: Stadio Giuseppe Grezar)‏ هو ملعب كرة قدم يقع في ترييستي، إيطاليا، يتسع لـ 8,000 متفرج. هو الملعب الرسمي لنادي تريستينا.

## التاريخ
افتتح الملعب في 1932. تم إغلاقه في 1992.